# Sikaiana albomaculata
Sikaiana albomaculata är en insektsart som först beskrevs av William Lucas Distant 1917.  Sikaiana albomaculata ingår i släktet Sikaiana och familjen Derbidae. Inga underarter finns listade i Catalogue of Life.